# Ковнер Савелій Григорович
Ко́внер Савелій Григорович (1837 року, Вільно — 10 (22) жовтня 1896 року, Київ) — лікар і історик медицини. Працював переважно в Україні.

## Біографія
1865 року закінчив медичний факультет університету Святого Володимира (Київський університет) з відзнакою із званням лікар і був залишений на два роки для підготування до професорского звання. 1867 року був призначений міським лікарем у Ялуторовську Тобольської губернії (тепер Тюменської області), але вже 1868 року став лікарем у Ніжинському повітовому земстві. З 1873 року був головним лікарем головної лікарні міста Ніжин. 1890 року переїхав у Київ.
Знавець стародавніх мов, Ковнер вивчав за першоджерелами медицину Сходу, Греції, Риму, арабську медицину. Написав низку праць з історії медицини, що були видані у Києві російською мовою. Окремі статті Ковнера були надруковані у єврейськомовних виданнях.

## Твори
- Спиноза и его философия. — Киев, 1865.
- История древней медицины. Вып. I. Медицина Востока и Древней Греции до Гиппократа. Вып. II. Гиппократ. Вып. III. Медицина от смерти Гиппократа до Галена включительно. — Киев — Нежин. 1878—1888.
- История средневековой медицины. — Киев. 1893.